# Ammophila elongata
Ammophila elongata es una especie de avispa del género Ammophila, familia Sphecidae.

## Taxonomía
Fue descrito por primera vez en 1843 por Fischer de Waldheim. 